# Marielle Amant
Pour les articles homonymes, voir Amant.
Marielle Amant, née le 9 décembre 1989 au Lamentin (Martinique, France), est une joueuse de basket-ball française de 1,90 m évoluant au poste de pivot.

## Biographie
Marielle Amant prend une part déterminante dans la médaille d'or gagnée aux championnats d'Europe des moins de vingt ans en 2009.
En 2009-2010, elle a des statistiques moyennes de 10 points et 7 rebonds par match.
Appelée en Équipe de France, elle n'est d'abord pas sélectionnée pour le Mondial 2010, puis réintègre le groupe à la suite de la blessure de Sandrine Gruda. 
À l'automne 2010, elle se blesse. Pour la suppléer, Arras engage quelques semaines l'Ukrainienne Olga Maznichenko. Pour la saison 2011-2012, elle signe avec le champion de France, Bourges, pour deux saisons. À Bourges, elle ne parvient pas à gagner un temps de jeu conséquent et quitte le club au bout d'un an pour rejoindre le club de Nantes-Rézé. Pré-sélectionnée en équipe de France pour les Jeux olympiques, elle est la dernière non retenue face à Élodie Godin.
Présélectionnée pour l'Euro 2015, elle joue quelques matches amicaux mais n'est pas conservée dans la sélection finale.
En 2017, elle remporte avec Villeneuve-d'Ascq  son premier titre de championne de France face à Lattes Montpellier. Non conservée par Montpellier au printemps 2019, elle signe avec Roche Vendée. 
Au printemps 2021, elle annonce mettre un terme à sa carrière sportive.

## Parcours
- 2001-2004 :  SC Lamentinois (Martinique)
- 2004-2007 :  Centre Fédéral
- 2007-2011 :  Arras Pays d'Artois Basket Féminin
- 2011-2012 :  CJM Bourges Basket
- 2012-2014 :  Nantes-Rezé Basket 44
- 2014-2018 :  Entente sportive Basket de Villeneuve-d'Ascq - Lille Métropole
- 2018-2019 :  Lattes Montpellier
- 2019-2021 :  Roche Vendée

## Palmarès

### Club
- MVP espoir de LFB en 2009
- Championne de France LFB 2012
- Finaliste de la Coupe de France 2013
- Vainqueur de l'Eurocoupe 2015[13]
- Finaliste de l'Eurocoupe : 2016[14].
- Championne de France 2017[10].

### Sélection nationale
compétitions seniors
- Médaille d'argent au championnat d'Europe 2013 en France
- Médaille d'argent au championnat d'Europe 2017[15]en République tchèque

compétitions de jeunes
- Médaille d'or au championnat d'Europe U20 2009[16].
- Vice-championne d’Europe espoir en 2008
- Médaillée de bronze à l’Euro espoirs en 2007
- 2005 : Équipe de France Cadettes - Championnat d'Europe